# Маринин
Мари́нин — село в Україні,у складі Соснівської громади Рівненського району Рівненської області. Раніше було центром однойменної сільської ради.

## Географія
На території села розміщений заповідник Соколині гори. Село Маринин славиться краєвидами Надслучанської Швейцарії. Щоліта Маринин відвідує понад 2000 туристів з усіх куточків України, а також Польщі, Білорусі, Росії.
Селом протікає річка Кофильня.

## Історія
В 20-х числах вересня 2015 року у Маринині почав діяти музей-етнопоселення просто неба — п'ять стилізованих у поліському стилі будівель — кузня, гончарня, ткацький цех, корчма та хата. Створений в рамках проєкту «Розвиток сільського зеленого та екологічного туризму як планомірна складова економічного розвитку Березнівського району».

## Населення
За переписом населення 2001 року в селі мешкала 931 особа.

### Мова
Розподіл населення за рідною мовою за даними перепису 2001 року:
| Мова       | Відсоток |
| ---------- | -------- |
| українська | 98,60 %  |
| циганська  | 0,97 %   |
| російська  | 0,21 %   |
| білоруська | 0,11 %   |
| молдовська | 0,11 %   |

## Галерея

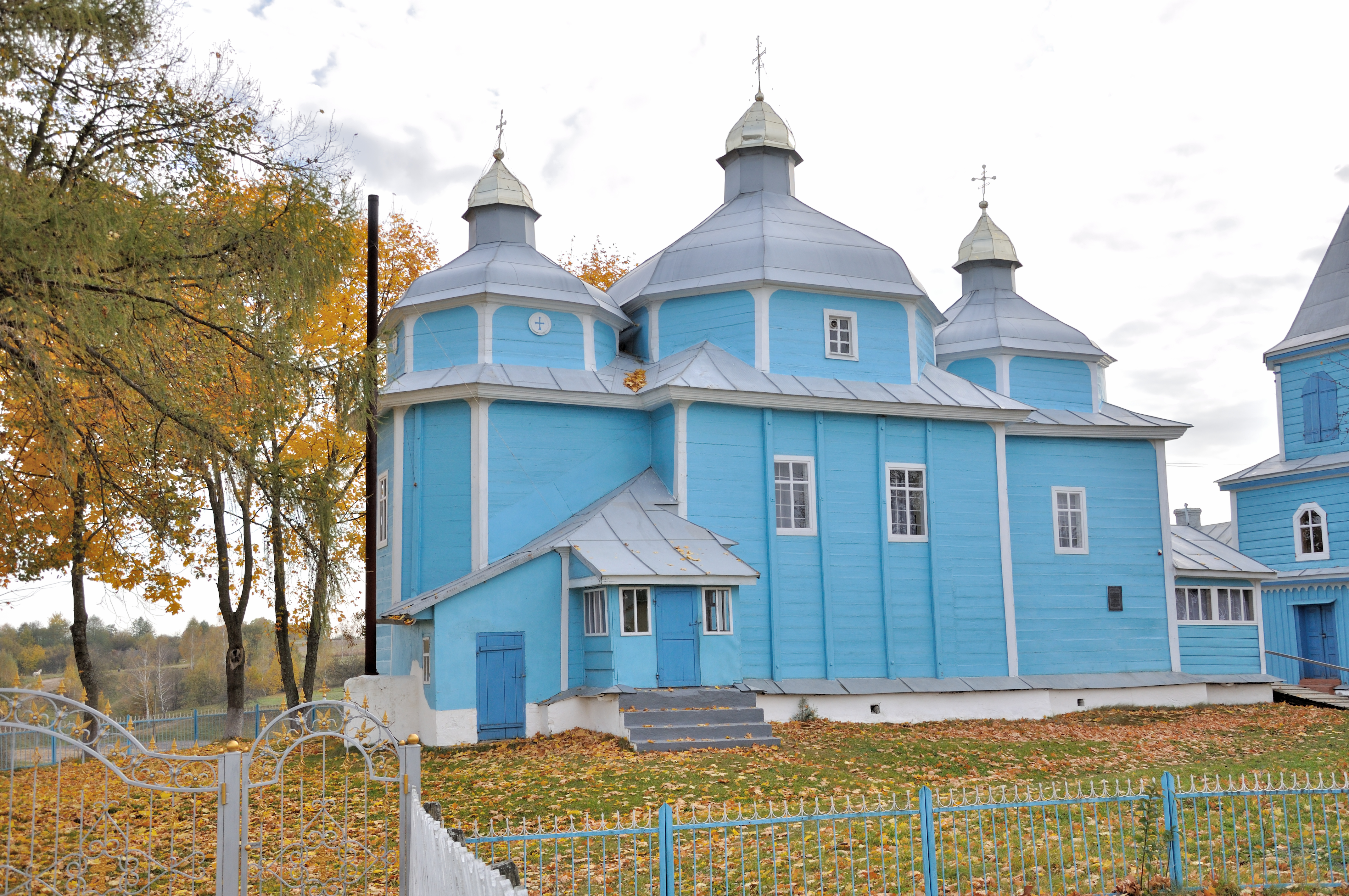
Преображенська церква (дер.), с. Маринин
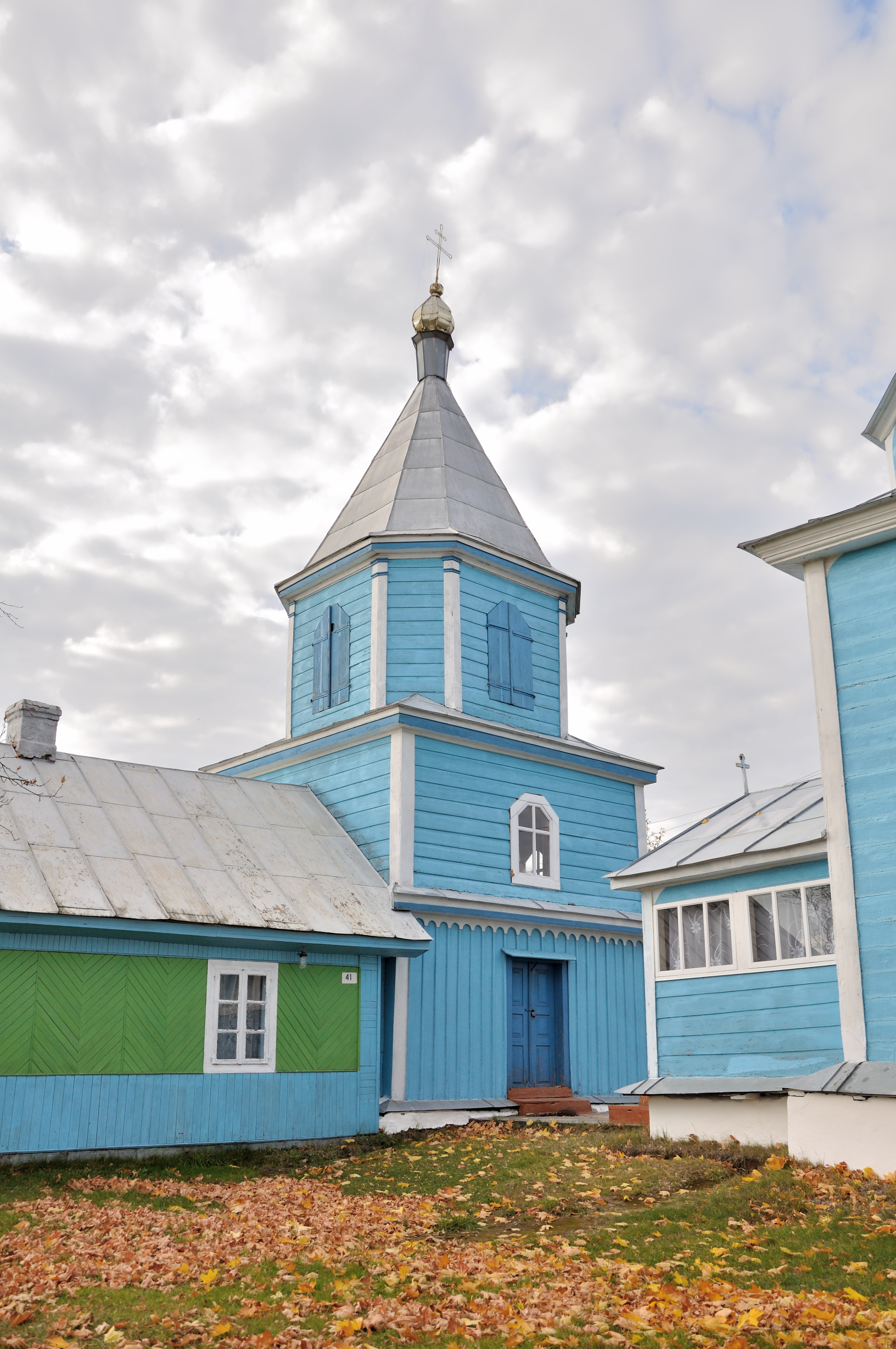
Дзвіниця Преображенської церкви (дер.), с. Маринин